# Nick Cave
Nick Cave, właśc. Nicholas Edward Cave (ur. 22 września 1957 w Warracknabeal w Australii) – australijski muzyk, poeta, pisarz, kompozytor, scenarzysta i aktor, znany przede wszystkim z występów w zespole Nick Cave and the Bad Seeds. 
Był także członkiem zespołów Grinderman, The Birthday Party i The Boys Next Door.

## Kariera
Założyciel i członek The Boys Next Door – zespołu, który w późnych latach siedemdziesiątych zmienił nazwę na The Birthday Party. W 1983 The Birthday Party uległo rozwiązaniu, a dwóch jego członków – Nick Cave i Mick Harvey założyło grupę Nick Cave and the Bad Seeds. Pozostałymi muzykami zakładającymi tę grupę byli Blixa Bargeld, gitarzysta w Einstürzende Neubauten, Barry Adamson i Hugo Race. Inspiracją dla tekstów wykorzystanych na płycie była ówczesna dziewczyna Nicka Cave’a, Anita Lane, która została podana jako członkini zespołu (w istocie nie miała ona żadnego muzycznego wkładu w tę płytę).
Przez ponad 20 lat istnienia, zespół Nick Cave and the Bad Seeds osiągnął znaczący sukces komercyjny, a niektóre ich utwory – w szczególności „Where the Wild Roses Grow” z płyty Murder Ballads, zaśpiewany przez Cave’a w duecie z Kylie Minogue – stały się światowymi przebojami.
Obecnie, spośród założycieli zespołu ostał się jedynie on. Blixa Bargeld odszedł w 2003, aby skupić się na pracy w Einstürzende Neubauten, a Mick Harvey opuścił zespół w 2009 roku z powodów osobistych oraz różnicy zdań w kwestiach muzycznych.
Nick Cave wraz z kilkoma osobami ze składu The Bad Seeds (Warren Ellis, Martyn P. Casey, Jim Sclavunos) założył poboczny projekt Grinderman i w 2007 roku wydał pod szyldem tego zespołu płytę (Grinderman).
W 1989 została wydana jego pierwsza powieść pod tytułem „Gdy oślica ujrzała anioła", natomiast w 2009 druga – „Śmierć Bunny’ego Munro”.
Nick Cave jest współautorem wielu ścieżek dźwiękowych do filmów m.in. takich jak: Ghosts... of the Civil Dead, Propozycja (do którego był autorem scenariusza), Zabójstwo Jesse’ego Jamesa przez tchórzliwego Roberta Forda, Droga, The Girls of Phnom Penh, The English Surgeon.
Cave jest członkiem tajnego stowarzyszenia znanego pod nazwą Sons of Lee Marvin.

## Życie prywatne
W 1980 opuścił Australię i zamieszkał wraz z rodziną w Brighton. 
W czasach szkolnych Nick sprawiał dużo problemów, z tego powodu rodzice wysłali go do szkoły Caulfield Grammar School z internatem w Melbourne. Gdy chłopak miał 19 lat, jego ojciec zmarł w wypadku samochodowym. To wydarzenie zmieniło jego postrzeganie życia, pozostawiając pustkę w jego życiu. Rok później w 1977 zaczął brać narkotyki.
W  latach 1990–1996 był mężem brazylijskiej dziennikarki Viviane Carneiro. W 1991 na świat przyszedł ich syn Luke. Jeszcze tego samego roku urodził się drugi syn piosenkarza, Jethro, który dorastał u boku matki Beau Lazenby, w Australii. Cave poznał syna, dopiero gdy ten miał siedem lat.
W 1999 poślubił brytyjską modelkę Susie Bick. Dzieci pary, bliźniacy bracia Arthur i Earl, narodzili się w 2000 roku, w Brighton. 14 lipca 2015 jeden z bliźniaków, 15-letni Arthur, spadł z klifu w Ovingdean i zmarł w wyniku obrażeń.
9 maja 2022 roku muzyk potwierdził śmierć Jethro.

## Dyskografia
Inne albumy z udziałem Nicka Cave’a
- 1996 – Current 93 All the Pretty Little Horses
- 1999 – Nick Cave i przyjaciele W moich ramionach
- 2001 – Nick Cave & Bruno Coulais – To Be By Your Side
- 2009 – Nick Cave & Warren Ellis – White Lunar
- 2021 – Nick Cave & Warren Ellis – Carnage

## Publikacje
- „King Ink”, Black Spring Press, 1988, ISBN 1-880985-08-X (ang.)
- „And the Ass Saw the Angel”, Black Spring Press, 1989, ISBN 1-880985-72-1 (ang.)
  - „Gdy oślica ujrzała anioła”, Zysk i S-ka, 2006, ISBN 978-83-7506-008-9 (pol.)
- „King Ink II”, Black Spring Press, 1997, ISBN 2-84261-053-9 (ang.)
- „The Pocket Canons Bible Series: Authorised King James Version: The Gospel According to Mark: Introduction”, Penguin, 1998, ISBN 0-86241-796-1 (ang.)
- „Complete Lyrics”, Penguin, 2001, ISBN 0-14-100515-7 (ang.)
- „The Death of Bunny Munro”, Canongate Books, 2009, ISBN 1-84767-376-7 (ang.)
  - „Śmierć Bunny’ego Munro”, Prószyński i S-ka, 2009, ISBN 978-83-7648-231-6 (pol.)

## Nagrody i wyróżnienia

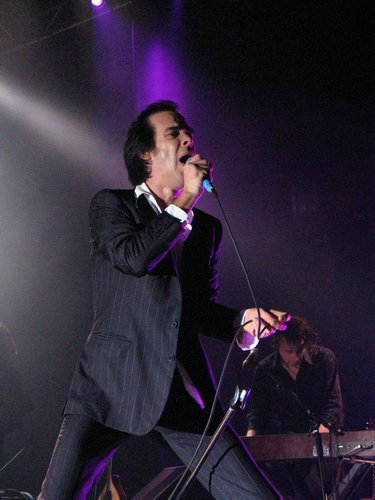
Nick Cave w roku 2004

- 2007 ARIA Awards ARIA Hall of Fame
- 2006 Venice Film Festival: Gucci Award (za scenariusz do The Proposition)
- 2005 Q magazine: Q Classic Songwriter Award
- 2005 AFI Awards: Najlepszy soundtrack (The Proposition)
- 2005 Inside Film Awards: Najlepsza muzyka (The Proposition)
- 2005 Film Critics Circle Of Australia Awards: Najlepszy soundtrack (The Proposition)
- 2004 Mojo: Najlepszy album roku 2004 (Abattoir Blues/The Lyre of Orpheus)
- 2001 ARIA Awards: Wykonawca roku (No more shall we part)
- 2001 APRA Music Awards: The Ship Song (Top 30 Best Australian Songs)
- 1997 APRA Music Awards: Autor roku
- 1997 ARIA Awards: Najlepszy soundtrack (To have and to hold)
- 1996 ARIA Awards: Piosenka roku, Singel roku, Najlepsze wydawnictwo pop (Where the Wild Roses Grow)
- 1990 Time Out Magazine: Książka roku (And The Ass Saw The Angel)

## Filmografia – role aktorskie

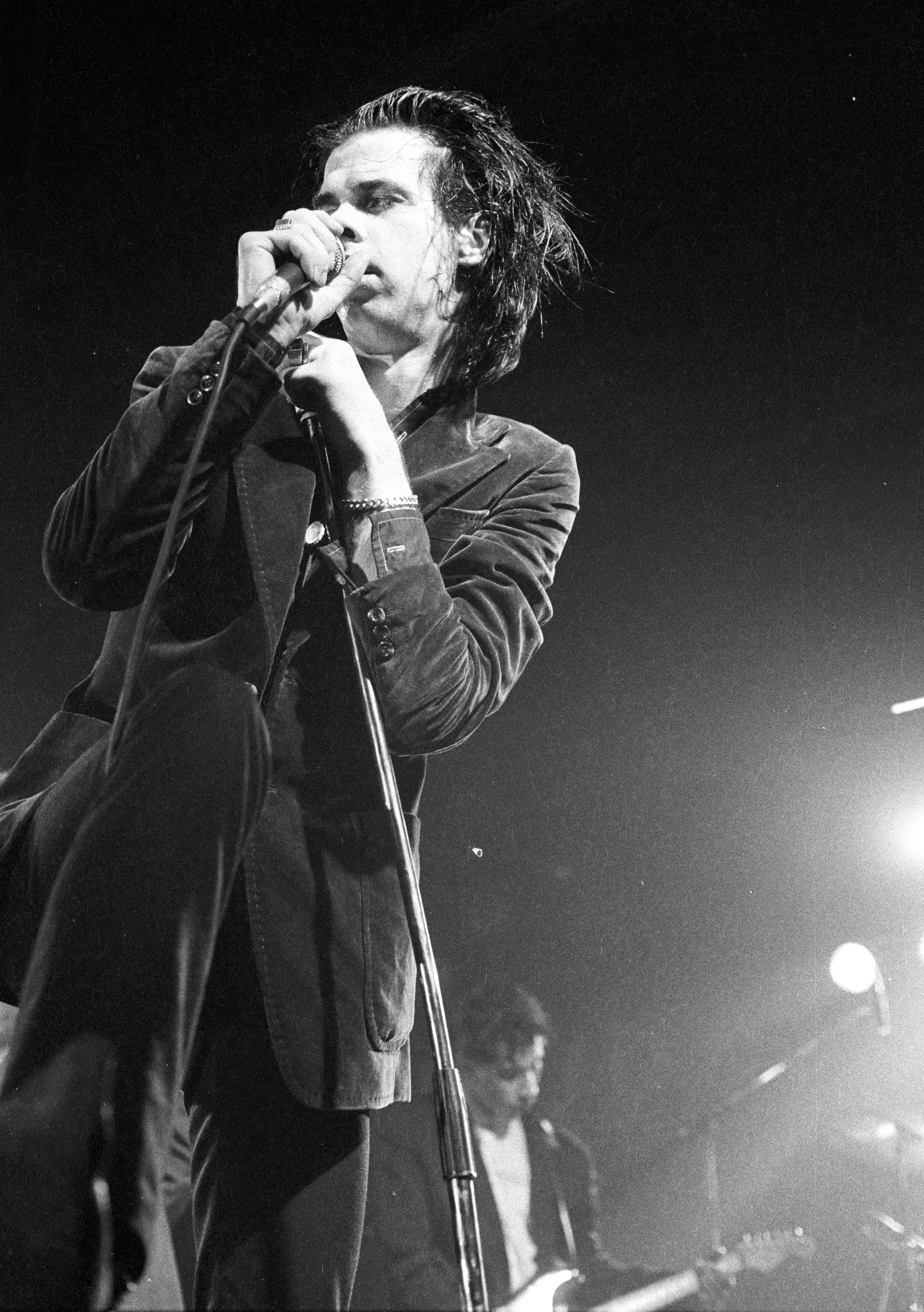
Nick Cave w roku 1986

| Rok  | Tytuł                                                                        | Rola                 | Reżyser                                  |
| ---- | ---------------------------------------------------------------------------- | -------------------- | ---------------------------------------- |
| 1987 | Niebo nad Berlinem (film fabularny)                                          | w roli samego siebie | Wim Wenders                              |
| 1988 | Ghosts... of the Civil Dead (film fabularny)                                 | Maynard              | John Hillcoat                            |
| 1991 | Johnny Suede (film fabularny)                                                | Freak Storm          | Tom DiCillo                              |
| 1991 | IDn4 (film fabularny)                                                        | w roli samego siebie | Malga Kubiak                             |
| 1996 | Baby Trouble Hole (film fabularny)                                           | piosenkarz           | Malga Kubiak                             |
| 1997 | Rhinoceros Hunting in Budapest (film fabularny)                              | Jerry                | Michael Haussman                         |
| 2007 | Zabójstwo Jesse’ego Jamesa przez tchórzliwego Roberta Forda (film fabularny) | muzyk w barze        | Andrew Dominik                           |
| 2009 | Koci fortepian (The Cat Piano) (krótki film animowany)                       | narrator             | Eddie White, Ari Gibson                  |
| 2013 | Love and Other Manias: The Story of Malga Kubiak (film fabularny)            | w roli samego siebie | Anneliese Holles                         |
| 2014 | 20 000 dni na Ziemi (krótki film dokumentalny)                               | w roli samego siebie | Jane Pollard, Iain Forsyth               |
| 2015 | B-MOVIE: Namiętność i dźwięk w Berlinie Zachodnim (krótki film dokumentalny) | w roli samego siebie | Jörg A. Hoppe, Heiko Lange i Klaus Maeck |
| 2016 | Piękne dni w Aranjuez (Les beaux jours d'Aranjuez) (film fabularny)          | w roli samego siebie | Wim Wenders                              |